# Göletsjaure (Frostvikens socken, Jämtland, 717424-143226)
Göletsjaure (sydsamiska Göölehtsjaevrie) är en sjö i Strömsunds kommun i Jämtland och ingår i Ångermanälvens huvudavrinningsområde. Sjön har en area på 0,549 kvadratkilometer och ligger 772,5 meter över havet.

## Delavrinningsområde
Göletsjaure ingår i det delavrinningsområde (717489-143176) som SMHI kallar för Utloppet av Göletsjaure. Medelhöjden är 843 meter över havet och ytan är 3,41 kvadratkilometer. Det finns inga avrinningsområden uppströms utan avrinningsområdet är högsta punkten. Vattendraget som avvattnar avrinningsområdet har biflödesordning 5, vilket innebär att vattnet flödar genom totalt 5 vattendrag innan det når havet efter 350 kilometer. Avrinningsområdet består mestadels av kalfjäll (84 procent). Avrinningsområdet har 0,55 kvadratkilometer vattenytor vilket ger det en sjöprocent på 16,2 procent.